# Kapfham (Fürstenstein)
Kapfham ist ein Ortsteil der Gemeinde Fürstenstein im niederbayerischen Landkreis Passau.

## Lage
Kapfham liegt im Abteiland etwa drei Kilometer südöstlich von Fürstenstein und etwa zwei Kilometer nordwestlich von Neukirchen vorm Wald.

## Geschichte
Chapfhaim gehörte zur Gründungsausstattung von Kloster Osterhofen kurz nach dem Jahr 1000. 1438 kaufte Andre Schwarzensteiner zu Englburg, Pfleger zu Vilshofen, Güter unter anderem zu Kapfhaim. Nach der Zertrümmerung der Grafschaft Hals im 16. Jahrhundert blieb es bei der Herrschaft Fürstenstein. Die 1726 erbaute Kirche wurde am 27. Juni 1742 während des Österreichischen Erbfolgekrieges von den Ungarn ausgeplündert. 1752 bestand der Ort aus drei, 1855 aus fünf Anwesen.
Nach Umwandlung der Herrschaft Fürstenstein in ein Patrimonialgericht 1812/1813 unterstand Kapfham dessen Gerichtsherrschaft bis zur Einziehung der Gerichtsbarkeit durch Ministerialentschließung vom 21. Juli 1836.

## Sehenswürdigkeiten
- Filialkirche St. Laurentius. Sie wurde 1726 im barocken Stil erbaut und 1735 durch Kardinal Joseph Dominikus von Lamberg geweiht. Eine Votivtafel aus dem Jahre 1697 weist darauf hin, dass hier schon zuvor eine Wallfahrt zum hl. Laurentius vorhanden war. Die Wallfahrt ist heute erloschen.